# Incisalia eryphon
Incisalia eryphon är en fjärilsart som beskrevs av Jean Baptiste Boisduval 1852. Incisalia eryphon ingår i släktet Incisalia och familjen juvelvingar. Inga underarter finns listade i Catalogue of Life.

## Bildgalleri

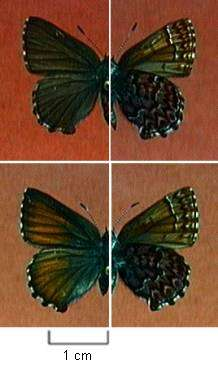